# شالانا
شالانا (انگلیسی: Shalana) یک شهرک در شهرستان بلاگووشچنسکی باشقیرستان کشور روسیه است.